# 東長根町
東長根町（ひがしながねちょう）は、愛知県瀬戸市長根連区の町名。丁番を持たない単独町名である。

## 地理
- 瀬戸市の西部に位置する[8]。西を西長根町・東寺山町・城屋敷町、北を市場町・見付町、東を水無瀬町、南を瘤木町・城ケ根町と隣接している[8]。
- 国道沿いの丘陵地を開発してできた地域[9]。

### 学区
市立小・中学校に通う場合、学区は以下の通りとなる。また、公立高等学校普通科に通う場合の学区は以下の通りとなる。
| 番・番地等 | 小学校             | 中学校               | 高等学校 |
| ---------- | ------------------ | -------------------- | -------- |
| 全域       | 瀬戸市立長根小学校 | 瀬戸市立水無瀬中学校 | 尾張学区 |

## 歴史

### 町名の由来
町名設定の際、旧今村の字名である長根地区の東方にあることから名付けられたと推察される。

### 沿革
- 1943年（昭和18年）8月9日 - 瀬戸市大字今字市場・長根の各一部により、同市東長根町として成立[2]。
- 1974年（昭和49年）8月22日 - 町域の一部を西寺山町に編入し、水無瀬町・城ケ根町・西寺山町の一部を編入する[12]。また、見付町・市場町・城屋敷町・東寺山町・西長根町と境界変更を行う[12]。

## 世帯数と人口
2024年（令和6年）1月1日現在の世帯数と人口は以下の通りである。
| 町丁     | 世帯数  | 人口    |
| -------- | ------- | ------- |
| 東長根町 | 534世帯 | 1,138人 |

### 人口の変遷
国勢調査による人口の推移
| 1995年（平成7年）  | 1,012人 | [ 13 ] |  |
| 2000年（平成12年） | 972人   | [ 14 ] |  |
| 2005年（平成17年） | 977人   | [ 15 ] |  |
| 2010年（平成22年） | 949人   | [ 16 ] |  |
| 2015年（平成27年） | 954人   | [ 17 ] |  |
| 2020年（令和2年）  | 1,056人 | [ 18 ] |  |

### 世帯数の変遷
国勢調査による世帯数の推移。
| 1995年（平成7年）  | 344世帯 | [ 13 ] |  |
| 2000年（平成12年） | 353世帯 | [ 14 ] |  |
| 2005年（平成17年） | 383世帯 | [ 15 ] |  |
| 2010年（平成22年） | 384世帯 | [ 16 ] |  |
| 2015年（平成27年） | 410世帯 | [ 17 ] |  |
| 2020年（令和2年）  | 432世帯 | [ 18 ] |  |

## 交通

### 鉄道
愛知環状鉄道・愛知環状鉄道線 ： 町の中央部を南北に走っている。最寄り駅は瀬戸口駅・瀬戸市駅。
- 愛知環状鉄道線（東長根町内）

### バス
名鉄バス「本地ヶ原線」
- 【36】名鉄バスセンター - 引山 - 四軒家 - 本地ヶ原 - 瀬戸駅前 系統
- 【50】【51】【52】藤が丘 - 愛知医科大学病院 - 本地ヶ原 - 瀬戸駅前 系統

以上、4系統共通 ： 東長根バス停（本地ヶ原方面乗り場）・長根バス停（瀬戸駅前方面乗り場）
- 東長根バス停
- 長根バス停

### 道路
国道363号 ： 町の北端部、城屋敷町・市場町との町境付近を東西に通っている。

## 施設
- 瀬戸公共職業安定所（ハローワーク瀬戸）[8] ： 1930年（昭和5年）5月に瀬戸市職業紹介所として設立[19]。現在の名称になったのは1947年（昭和22年）4月で、同年9月に当時の労働省所管となる[19]。管轄区域は瀬戸市と尾張旭市[19]。
- 瀬戸市立長根小学校[8] ： 1966年（昭和41年）效範小学校から分離して開校[20]。2022年（令和4年）5月1日現在の児童数は526人、教員数は37人[21]。
- ふたば保育園[8] ： 1973年（昭和48年）10月に開園[22]。社会福祉法人ふたば福祉会が運営[22]。定員80名[23]。
- 雪の聖母幼稚園[8] ： 1960年（昭和35年）に隣接するカトリック修道院ドミニコ会によって、瀬戸市初の幼稚園として開園[24]。現在は、学校法人名古屋カトリック学園が運営している[24]。
- カトリック・ドミニコ会聖ヨゼフ修道院 ： 1957年（昭和32年）5月設立[25]。救い主イエス・キリストの教えに基づき、人々の真の幸せのため、特に祈りをもって協力しようとする観想修道院[25]。
  - ドミニカン・アトリエ ： カトリックドミニコ会聖ヨゼフ修道院内にあるクッキーを販売する店[26]。1970年の大阪万博のベルギー館で使われていた機械を譲り受け、素朴でやさしい味のクッキーを作り続けている[26]。
- 天晴寺[8] ： 1917年（大正6年）10月、東春日井郡品野村中品野に天晴山地明閣として建立発足[27]。1970年（昭和45年）12月現在地に移転[27]。

- 瀬戸公共職業安定所
- 瀬戸市立長根小学校
- ふたば保育園
- 雪の聖母幼稚園
- カトリック・ドミニコ会聖ヨゼフ修道院
- 天晴寺

## その他

### 日本郵便
- 郵便番号 : 489-0871[6]（集配局：瀬戸郵便局[28]）。